# Tomaszów Lubelski
Tomaszów Lubelski este un oraș în Polonia.
În apropiere se află Lacul Wieprz, din care curge râul Wieprz, al nouălea râu cel mai lung al țării.